# Trachydoras steindachneri
Trachydoras steindachneri is een straalvinnige vissensoort uit de familie van de doornmeervallen (Doradidae). De wetenschappelijke naam van de soort is voor het eerst geldig gepubliceerd in 1897 door Perugia.